# Eutelsat 21B
Eutelsat 21B ist ein kommerzieller Kommunikationssatellit der Europäischen Firma Eutelsat mit Sitz in Paris.
Er wurde am 10. November 2012 um 21:05 UTC mit einer Ariane 5 ECA vom Centre Spatial Guyanais von Startrampe ELA-3 zusammen mit dem brasilianischen Satelliten Star One C3 gestartet.
Der Satellit ist mit 40 Ku-Band-Transpondern ausgestattet und soll von der Position 21,5° Ost Europa, Nord-/Nordwestafrika, Zentralasien und den Mittleren Osten mit Telekommunikations- und Datendiensten versorgen. Auf dieser Position soll er Eutelsat 21A (1999 gestartet) ersetzen. Er ist mit einem „widebeam“ für Europa sowie Nordafrika und Zentralasien als auch zwei separaten „high-power-beams“ für Nordwestafrika und den Mittleren Osten/Zentralafrika ausgestattet.
Auf diesen Satelliten sollen laut Eutelsat bis Mitte 2015 sechs weitere Satelliten folgen. Durch jene 7 Satelliten sollen die Eutelsat-Gesamtressourcen um 30 Prozent gesteigert werden. Eutelsat 21B war für Eutelsat der 26. Start mit Arianespace sowie der 20. Satellit von Thales Alenia Space. Als nächster Satellit soll Eutelsat 70B auf 70,5° Ost Anfang Dezember 2012 folgen.